# 12006 Hruschka
12006 Hruschka eller 1996 OO är en asteroid i huvudbältet som upptäcktes den 20 juli 1996 av den tjeckiske astronomen Lenka Kotková vid Ondřejov-observatoriet. Den är uppkallad efter František Hruschka.
Asteroiden har en diameter på ungefär 19 kilometer och den tillhör asteroidgruppen Hilda.